# Svartmaskad trogon
Svartmaskad trogon (Trogon personatus) är en fågel i familjen trogoner inom ordningen trogonfåglar.

## Utbredning och systematik
Svartmaskad trogon delas in i nio underarter med följande utbredning:
- Trogon personatus sanctaemartae – Sierra Nevada de Santa Marta (nordöstra Colombia)
- Trogon personatus ptaritepui – tepuis i södra Venezuela
- Trogon personatus personatus – subtropiska berg i västra Venezuela, östra Colombia och östra Peru
- Trogon personatus assimilis – subtropiska västra Ecuador och nordvästra Peru
- Trogon personatus temperatus – Anderna i centrala Colombia, Ecuador och Peru
- Trogon personatus heliothrix – bergsskogar i Peru
- Trogon personatus submontanus – foten av Anderna i södra Peru och Bolivia
- Trogon personatus duidae – tepuis i södra Venezuela (berget Duida)
- Trogon personatus roraimae – Auyan-tepui och på berget Roraima (gränsen mellan Venezuela / Guyana)

## Status och hot
Arten har ett stort utbredningsområde, men tros minska i antal, dock inte tillräckligt kraftigt för att den ska betraktas som hotad. Internationella naturvårdsunionen IUCN listar arten som livskraftig (LC).